# Dingolfing
Dingolfing je město v dolnobavorském zemském okrese Dingolfing-Landau ve spolkové zemi Bavorsko v Německu. Ve městě žije přes 19 tisíc obyvatel.

## Geografie
Dingolfing leží na řece Isar. Město se nachází asi 100 km severovýchodně od Mnichova, asi 30 km východně od Landshutu a asi 25 km jižně od Straubingu. Řeka Isar rozděluje město na dvě části: starší historická část města na pravém břehu řeky (historicky rozděleno na Horní a Dolní Město) a prostor bývalých farmářských vsí Goben, Geratsberg, Höll a Sossau, kde v posledních desetiletích vyrostlo mnoho obytných domů a vznikla tak moderní část města na levém břehu řeky.

## Pamětihodnosti
- Farní kostel sv. Josefa, monumentální kostel podle architekta Roberta Vorhoelzera, 1954-1956

## Hospodářství
Hlavním odvětvím průmyslu v regionu je výroba automobilů. Dingolfing je domovem největší továrny firmy BMW, která ročně vyrobí okolo 270 000 aut (BMW řady 5, 6 a 7 a také M5 a M6).

## Slavní rodáci
- Marco Sturm, bývalý útočník NHL
- Johann Sziklai, básník
- Peter Högl, důstojník jednotek SS za druhé světové války
- Julia Kramlofsky, ballerina

## Městský znak
Znak znázorňuje:
- Modrá a bílá znázorňuje kostkovaný vzor Bavorska
- Tři zlaté hvězdy znázorňují Horní a Dolní Město Dingolfingu a části města na levém břehu řeky Isar

## Galerie

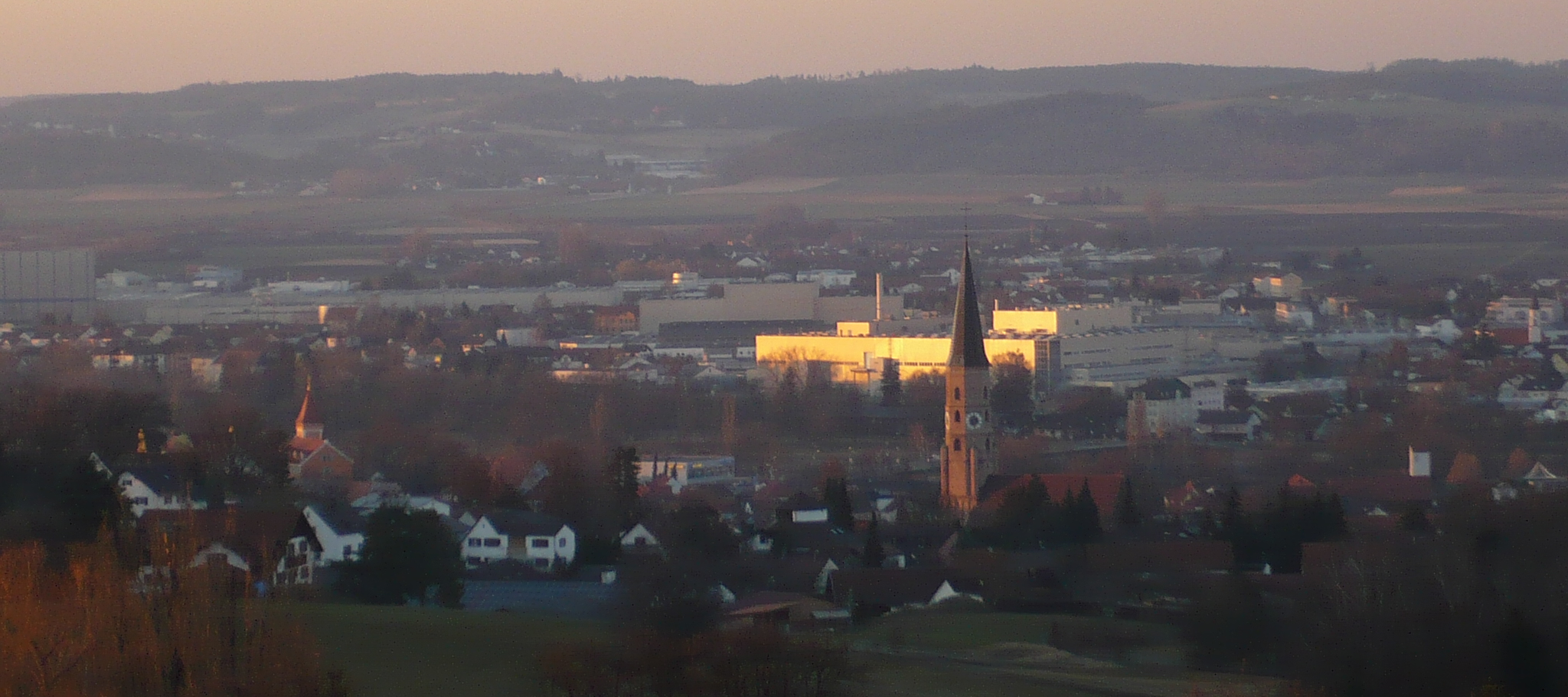
Pohled na Dingolfing
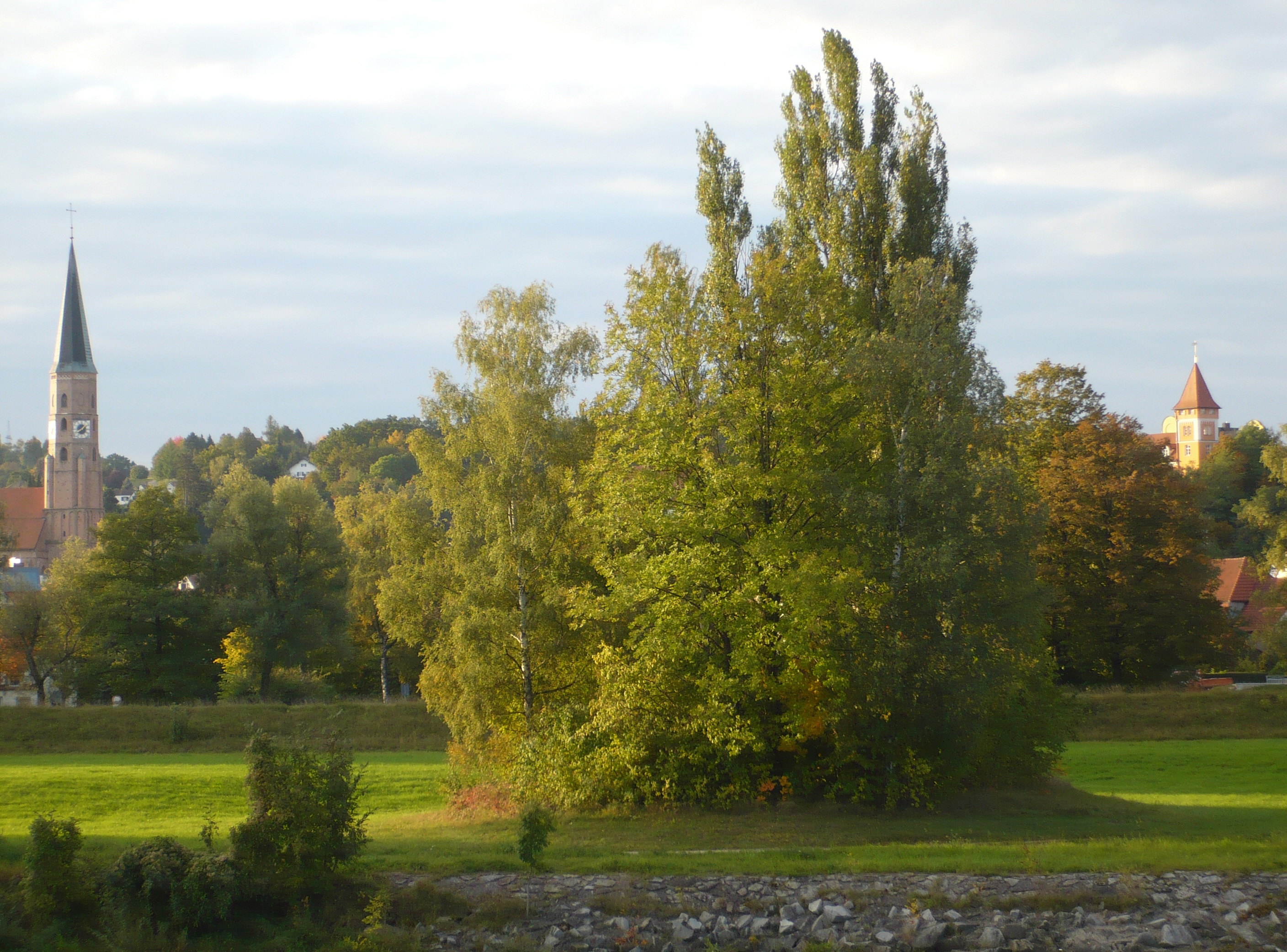
Pozdně gotický farní kostel sv. Josefa
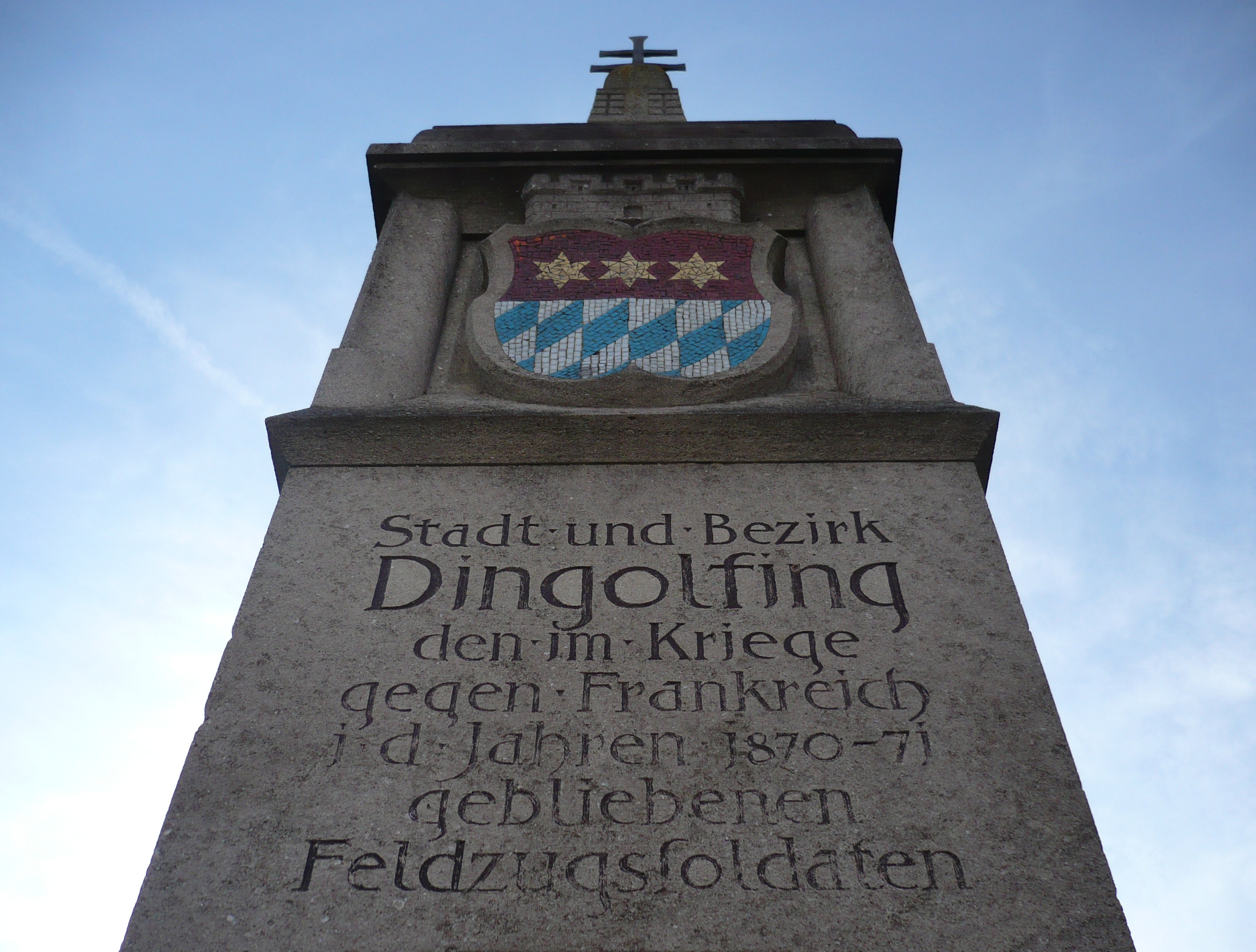
Pomník za padlé z Prusko-francouzské války v Dingolfingu
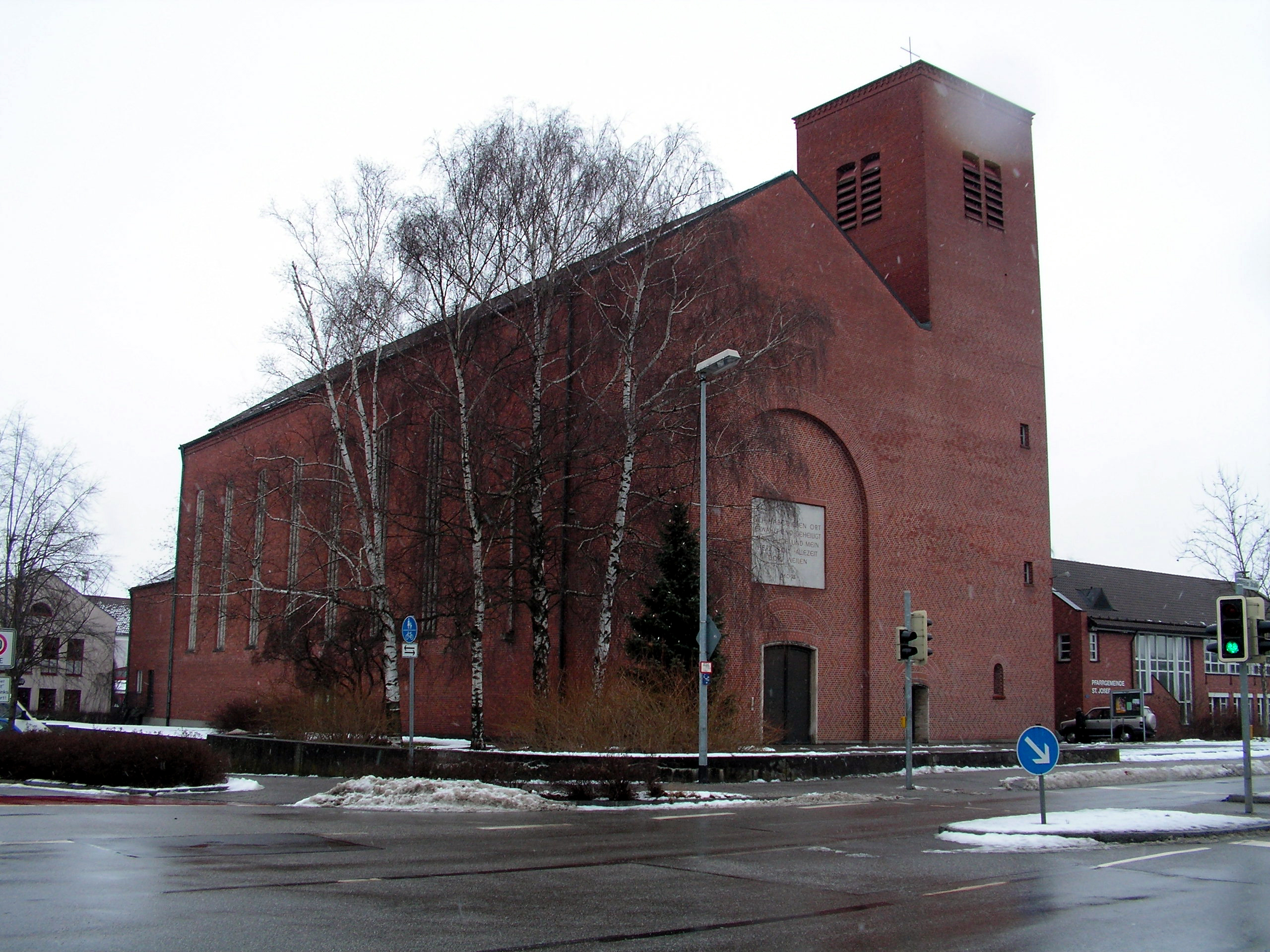
Farní kostel sv. Josefa v Dingolfingu
Pohled na továrnu BMW u Dingolfingu